# Jürgen Hoeren
Jürgen Hoeren (* 28. November 1946 in Duisburg) ist ein deutscher Rundfunkredakteur, Moderator und Sachbuchautor.
Hoeren wurde als Sohn von August und Anna Hoeren in Duisburg geboren und studierte in Münster, Freiburg und Taipeh (Taiwan) katholische Theologie, Publizistik und Sinologie. In seiner publizistischen Magisterarbeit untersuchte er Die katholische Jugendpresse 1945-1970.
Er arbeitete bei verschiedenen Tages- und Wochenzeitungen, ehe er 1979 beim Südwestrundfunk in die Kirchenredaktion eintrat. Seit der Fusion von SWR und SDR leitete er das Ressort „Kulturelles Wort / Aktuelle Kultur“ in Baden-Baden.
Seine Gesprächsbände mit den Theologen Eugen Drewermann, Hans Küng und Karl Lehmann erlebten mehrere Auflagen. Sein Gesprächsband Es ist Zeit, an Gott zu denken wurde ins Französische (Il est temps de penser à Dieu), Italienische (È tempo di pensare a Dio) und Spanische (Es tiempo de pensar en Dios) übersetzt.
Hoeren ist seit 1972 verheiratet, Vater von zwei Kindern und wohnt in Konstanz.